# Sam Baker
Sam Baker, (Itasca (Texas), 1954) is een Amerikaans singer-songwriter.
Baker groeide op in Itasca, een dorpje ten zuidwesten van Dallas. Zijn moeder speelde orgel in de Presbyteriaanse Kerk, en zijn vader luisterde naar platen van blueslegendes als Lightnin' Hopkins, Brownie McGhee en Sonny Terry. Daarnaast hoorde hij als kind allerlei andere muziek. Ride This Train van Johnny Cash is een van de eerste platen die hij zich herinnert, en dan vooral vanwege de verhalen die in de liedjes verteld worden. En daar draait het volgens Baker om: verhalen vertellen. Hij ziet zichzelf meer als een schrijver van liedjes dan een vertolker. Baker wordt wel geplaatst in de traditie van mede-Texanen John Prine, Guy Clark en Townes Van Zandt: meeslepende korte verhalen die hij met weinig woorden zeer beeldend weet te vertellen, met ingehouden begeleiding.
Baker heeft een opvallende zangstem, als gevolg van zijn doofheid. In 1986 overleefde hij ternauwernood een bomaanslag die het Lichtend Pad pleegde op de trein waarin hij op weg was naar Machu Picchu (Peru). Drie Duitsers (vader, moeder en zoon) waarmee hij de coupé deelde kwamen om. Baker raakte zwaargewond: een doorboorde dijbeenslagader, een verbrijzelde linkerhand (die hem dwong linkshandig gitaar te leren spelen; in zijn linkerhand kan hij nog wel een plectrum vasthouden) en gescheurde trommelvliezen.
In verschillende van zijn liedjes verhaalt hij over deze aanslag, bijvoorbeeld in Steel op Mercy en in Broken Fingers op Pretty World.
In de week van 20 augustus 2007 was Pretty World van Baker de Disque Pop De La Semaine in het Radio 6-programma Boogie Nights van de VPRO. Het weekend daarop was het de week-cd bij het KRO-programma American Connection. Voor veel luisteraars de eerste kennismaking met deze zanger. Zijn eerste album Mercy uit 2005 was op verschillende alt-country sites al juichend ontvangen, maar kwam in Nederland pas echt onder de aandacht toen Pretty World uitkwam. In augustus 2009 verscheen zijn derde album Cotton op het nieuwe platenlabel van Jimmy LaFave. Ter promotie van die cd komt Sam half september 2009 voor optredens naar Nederland.

## Discografie
- Mercy (2005)^
- Pretty World (2007)^
- Cotton (2009)^
- Say Grace (2013)
- Land of Doubt (2017)

^: Deze cd's vormen een trilogie. Echter, volgens Sam moet de volgorde veranderd worden. "Mercy" als eerste, dan volgt "Cotton" en dan "Pretty World". In deze volgorde vormen de drie albums een logisch verhaal. "Genade", "Leven" en "Begrip".

## Optredens in Nederland
- december 2007: Paradiso (Amsterdam)
- april 2008: Blue Highways (Utrecht)
- september 2008: Burgerweeshuis (Deventer); Roepaen (Ottersum); Paard (Den Haag); W2 ('s-Hertogenbosch); Paradiso (Amsterdam)
- oktober/november 2014 Muziekgebouw (Eindhoven);Kooi-Aap Oud-Leije ; Gashouder (Dedemsvaart ; Oosterpoort (Groningen) ;
- januari 2018: 24; Het Zonnehuis (Amsterdam), 25; Theater Walhalla (Rotterdam) 27; De Amer (Amen), 28; De Slotplaats (Bakkeveen)